# دنزل ليفينغستون
دنزل ليفينغستون (18 أبريل 1993 في الولايات المتحدة - ) (بالإنجليزية: Denzel Livingston)‏ هو لاعب كرة سلة أمريكي في مركز هجوم خلفي. لعب مع ريو غراندي فالي فايبرز.

## وصلات خارجية
- دنزل ليفينغستون على موقع كرة السلة الأوروبية.كوم (الإنجليزية)
- دنزل ليفينغستون على موقع كلية كرة السلة في سبورتس رفرنس.كوم (الإنجليزية)
- دنزل ليفينغستون على موقع ريلجم (الإنجليزية)
- دنزل ليفينغستون على موقع بروبوليرز (الإنجليزية)
- دنزل ليفينغستون على موقع سبورتس رفرنس (الإنجليزية)